# Stéphane de Montozon
Stéphane de Montozon est un imprimeur, bibliophile et homme politique français né le 27 février 1837 à Château-Gontier et mort le 29 mai 1891 dans la même ville.

## Biographie
Son père Joseph Jean Arnaud de Montozon était médecin des épidémies, adjoint au maire  et chef de l'hôpital de Château-Gontier. Stéphane de Montozon puise ses origines familiales dans le Périgord.
Amateur bibliophile distingué, il est sous-préfet.

## Bibliophilie
Au cours de 1877, il installe dans les dépendances de son hôtel de Montozon, rue du Cheval-Blanc des presses typographiques, sur lesquelles il a tiré divers ouvrages de mérite et dont il était  l'auteur, ouvrages non mis dans le commerce.
Lors de l'inauguration de son nouvel hôtel, rue du Théâtre, M. de Montozon édite et fait distribuer à ses nombreux invités un journal imprimé sur ses presses et intitulé « L'Entr'acte », avec cet exorde : « ce journal paraissant le soir, ne peut être lu que par des gens éclairés. » Cette feuille humoristique porte la date du mercredi 12 février 1879 et n'eut qu'un seul numéro. Un esprit plein de sel gaulois pétille tout au long des quatre pages du journal, lequel fut distribué aux spectateurs pendant les entr'actes d’une soirée théâtrale qui termina la pendaison de la crémaillère à l’hôtel de Montozon.
Conseiller de préfecture, il a laissé à Château-Gontier « le souvenir d'un homme d'une haute intelligence et d'un très grand dévouement à notre cité ; il fut également, à ses heures, un artiste très sensible et notamment un amateur imprimeur de grand talent. Nous possédons encore quelques rares vestiges de son matériel »,.
Il était membre correspondant de la Société historique et archéologique de la Mayenne.

## Ouvrages imprimés
- Notes et Documents sur la famille de Montozon, originaire du Périgord..., Chateau-Gontier, Imprimerie de l'Auteur, 1877.
- Memento du gourmet, Recettes variées de la cuisine française et anglaise, Chateau-Gontier, Imprimerie de Montozon, 1879. H. Leclerc. Recueil de recettes de maîtres inconnus ou célèbres (Jules Gouffé, le baron Brisse) : le pot-au-feu gascon, la matelotte, le chou farci, les pudding et plum-pudding.

## Publications
- Notice historique sur Château—Gontier, par Stéphane de Montozon. Annuaire de 1878, p. 279.
- La pêche de la carpe à la traînée ou cordée : manière de procéder à cette pêche, description détaillée des engins... par un pêcheur de la Mayenne [S. de Montozon]. Impr. de H. Leclerc, Château—Gontier.

## Sources
- Abbé Angot, « Histoire de l'imprimerie à Laval jusqu'en 1789 », Laval, imprimerie L. Moreau, 1892, extrait du Bulletin historique et archéologique de la Mayenne, 2e série, t. 6, 1893.
- René Gadbin, « Quelques notes sur l’histoire de l’imprimerie à Château-Gontier, XVIIIe et XIXe siècles », extrait du Bibliophile du Maine, juillet 1896, p. 27 p.